# 공공기관
공공기관(公共機關)은 공공적인 기관을 의미한다.